# اربله
شهر اربله (به فرانسوی: Herblay) در شهرستان ولدوآز در ناحیه ایل-دو-فرانس با جمعیت ۲۵٬۸۲۴ نفر در کشور فرانسه واقع شده‌است.